# متنزه غابوي

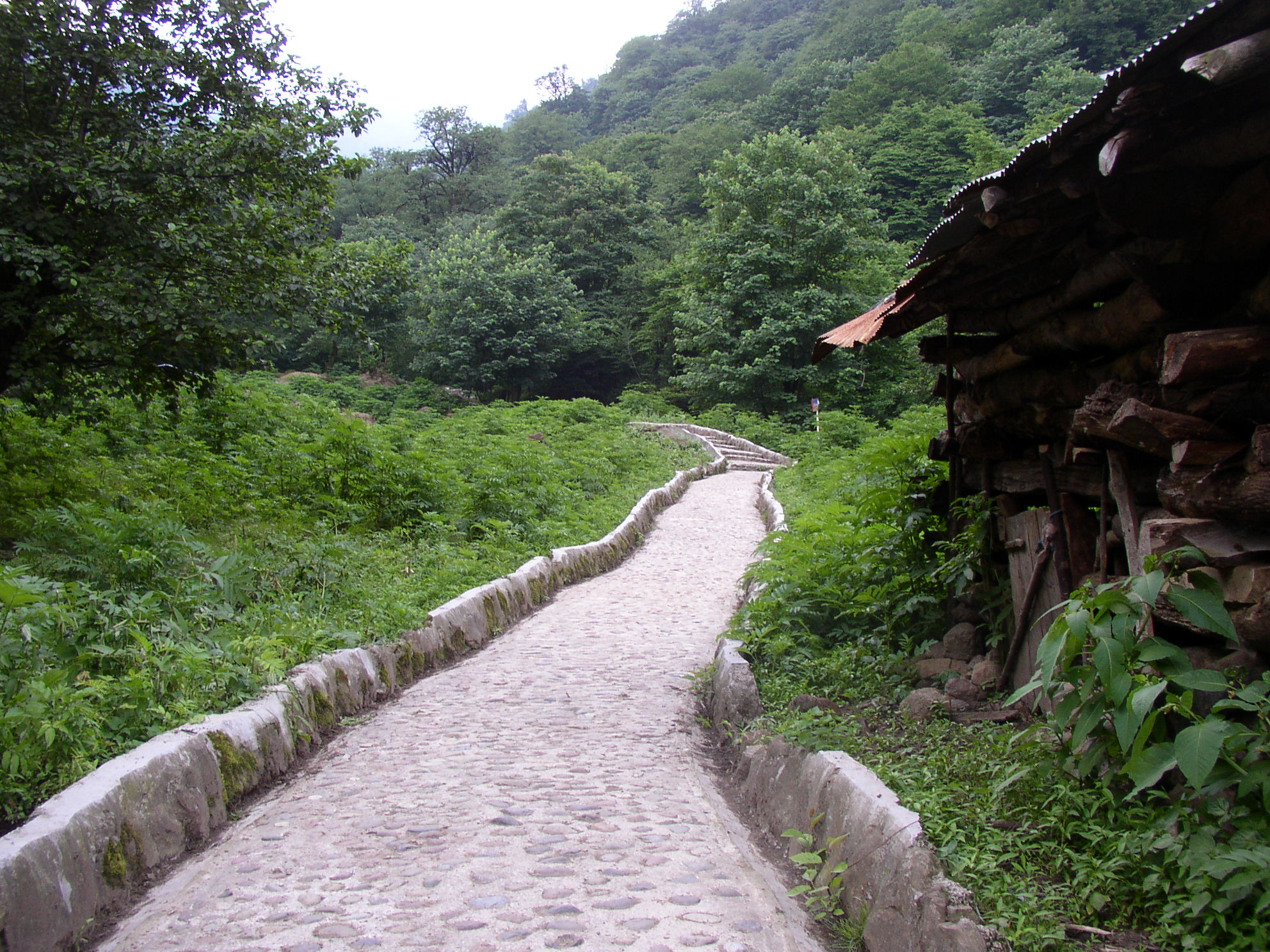
منتزه الغابة المؤدي إلى قلعة رودخان

متنزه غابوي هي مساحة شاسعة ذات طبيعة نقية وغير خاضعة للرقابة. لحماية البيئة، عادة ما تكون هذه المناطق محمية ، وهو ما يسمى بالمنتزه المحمي.
أصبحت حديقة يلوستون الوطنية لأول مرة حديقة غابات في الولايات المتحدة عام 1872.

## أمثلة

### تشيلي
- فورست بارك، سانتياغو

### الصين
- حديقة غونغتشينغ فورست، شنغهاي

- منتزه غابة موفوشان الوطني بمقاطعة هونان

- حديقة غابات تشانغجياجيه الوطنية بمقاطعة هونان

- منتزه غابة لونغوانكون الوطنية بمقاطعة جيلين

- حديقة غابات هوشان الوطنية بمقاطعة جيانغسو

- منتزه غابات شيشان بمقاطعة يوننان

### غامبيا
- حديقة باماكونو فورست

إلخ.

### ألمانيا
- حديقة الغابات البافارية الوطنية

- حديقة الغابة السوداء الوطنية

### إيران
- منتزه غابة لافيزان

### اليابان
- منتزه غابة أيتشيكين (ناغويا، آيتشي)

- حديقة موساشي كيوريو الحكومية الوطنية (ناميغاوا، سايتاما)

### نيوزيلاندا
- كاتلينز

### روسيا
- متنزه بيتسفسكي فورست، موسكو

- تروباريفسكي فورست بارك، موسكو

### تايوان
- حديقة غابة دان

- منتزه لودونغ فورستري الثقافي

- منتزه غابة تايتونج

- حديقة غابة يوتشانغ

### المملكة المتحدة
- حديقة بريرلي فورست، إنجلترا

- أرغيل فورست بارك، اسكتلندا

### الولايات المتحدة الأمريكية
- مركز فورست بارك الطبيعي، بيوريا، إلينوي

- فورست بارك (سبرينغفيلد، ماساتشوستس)

- فورست بارك، سانت لويس، ميزوري
- فورست بارك ، كوينز، مدينة نيويورك، نيويورك
- فورست بارك (بورتلاند، أوريغون)
- فورست بارك ، إيفريت، واشنطن